# بییاکو
بییاکو (به اسپانیایی: Villaco) یک شهرستان در اسپانیا است که در استان وایادولید واقع شده‌است.